# La Neuville-aux-Joûtes
Pour les articles homonymes, voir Neuville.
La Neuville-aux-Joûtes est une commune française, située dans le département des Ardennes en région Grand Est.

## Géographie

### Localisation
La Neuville-aux-Joûtes faisait partie de la Thiérache de Guise avant 1789, elle fut rattachée au département des Ardennes à la Révolution. C'est le seul village dans ce cas, les autres ayant été rattachés à l'Aisne.

### Hydrographie
La commune est dans la région hydrographique « la Seine du confluent de l'Oise (inclus) à l'embouchure » au sein du bassin Seine-Normandie. Elle est drainée par le Gland, le ruisseau des Grosses Pierres, le Grand Riaux, la Mulle, le ruisseau de Blanry, le Fossé 07 de la commune de la Neuville-aux-Jouets et le ruisseau des Mal Assises,.
Le Gland, d'une longueur de 37 km, prend sa source dans la commune de Regniowez et se jette  dans l'Oise (rive gauche) à Hirson, après avoir traversé huit communes.

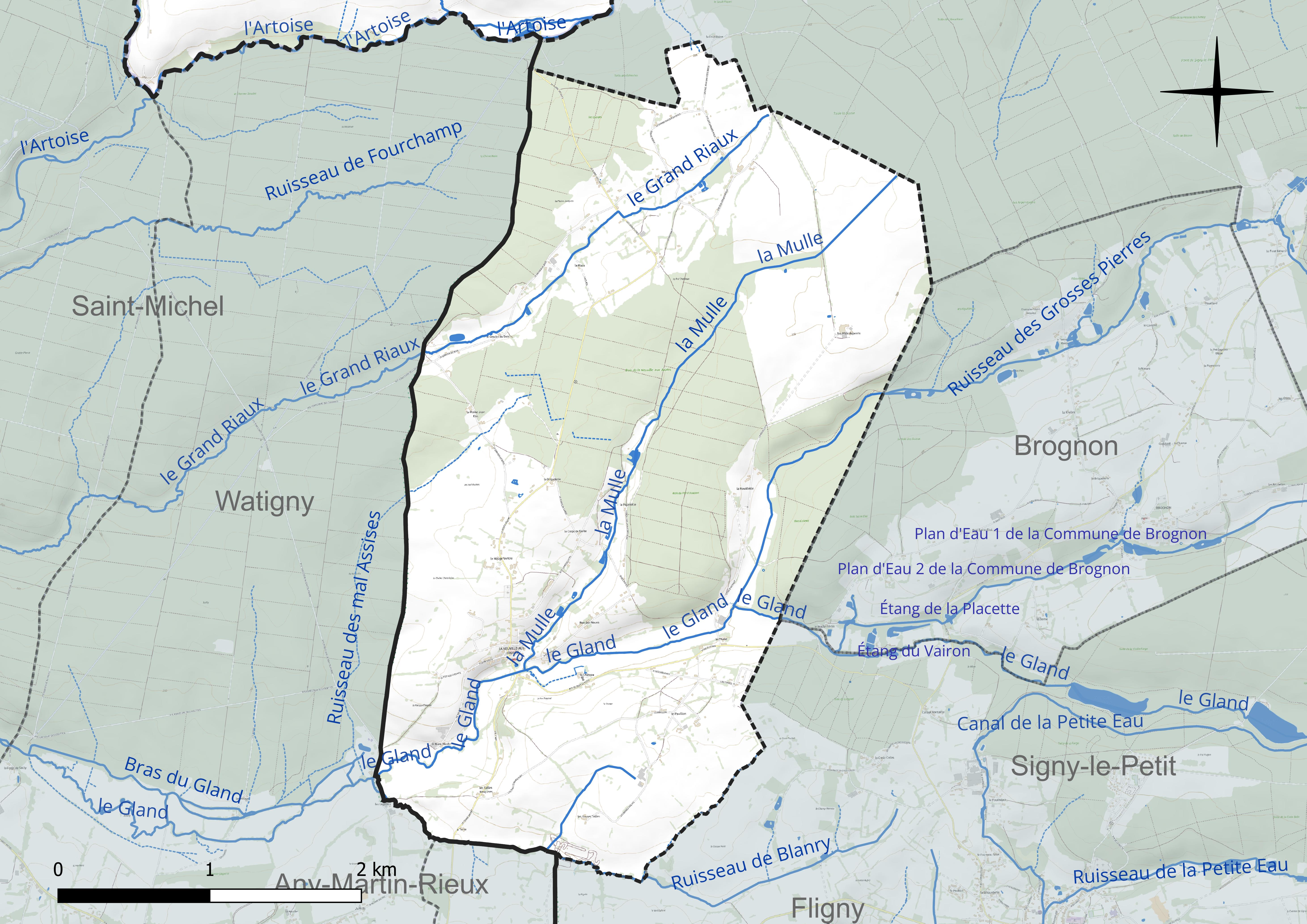
Réseau hydrographique de la Neuville-aux-Joûtes.

### Climat
Pour des articles plus généraux, voir Climat du Grand Est et Climat des Ardennes.
En 2010, le climat de la commune est de type climat de montagne, selon une étude du Centre national de la recherche scientifique s'appuyant sur une série de données couvrant la période 1971-2000. En 2020, Météo-France publie une typologie des climats de la France métropolitaine dans laquelle la commune est exposée à un climat océanique altéré et est dans la région climatique Nord-est du bassin Parisien, caractérisée par un ensoleillement médiocre, une pluviométrie moyenne régulièrement répartie au cours de l’année et un hiver froid (3 °C).
Pour la période 1971-2000, la température annuelle moyenne est de 9,1 °C, avec une amplitude thermique annuelle de 15,3 °C. Le cumul annuel moyen de précipitations est de 1 007 mm, avec 14 jours de précipitations en janvier et 10,6 jours en juillet. Pour la période 1991-2020, la température moyenne annuelle observée sur la station météorologique de Météo-France la plus proche, « Rocroi », sur la commune de Rocroi à 21 km à vol d'oiseau, est de 9,5 °C et le cumul annuel moyen de précipitations est de 1 210,4 mm. 
La température maximale relevée sur cette station est de 37,6 °C, atteinte le 25 juillet 2019 ; la température minimale est de −14,7 °C, atteinte le 4 février 2012,,.
Les paramètres climatiques de la commune ont été estimés pour le milieu du siècle (2041-2070) selon différents scénarios d'émission de gaz à effet de serre à partir des nouvelles projections climatiques de référence DRIAS-2020. Ils sont consultables sur un site dédié publié par Météo-France en novembre 2022.

## Urbanisme

### Typologie
Au 1er janvier 2024, La Neuville-aux-Joûtes est catégorisée commune rurale à habitat très dispersé, selon la nouvelle grille communale de densité à 7 niveaux définie par l'Insee en 2022.
Elle est située hors unité urbaine et hors attraction des villes,.

### Occupation des sols
L'occupation des sols de la commune, telle qu'elle ressort de la base de données européenne d’occupation biophysique des sols Corine Land Cover (CLC), est marquée par l'importance des territoires agricoles (63,2 % en 2018), une proportion sensiblement équivalente à celle de 1990 (63,3 %). La répartition détaillée en 2018 est la suivante : 
prairies (63,2 %), forêts (34,3 %), zones urbanisées (2,5 %). L'évolution de l’occupation des sols de la commune et de ses infrastructures peut être observée sur les différentes représentations cartographiques du territoire : la carte de Cassini (XVIIIe siècle), la carte d'état-major (1820-1866) et les cartes ou photos aériennes de l'IGN pour la période actuelle (1950 à aujourd'hui).

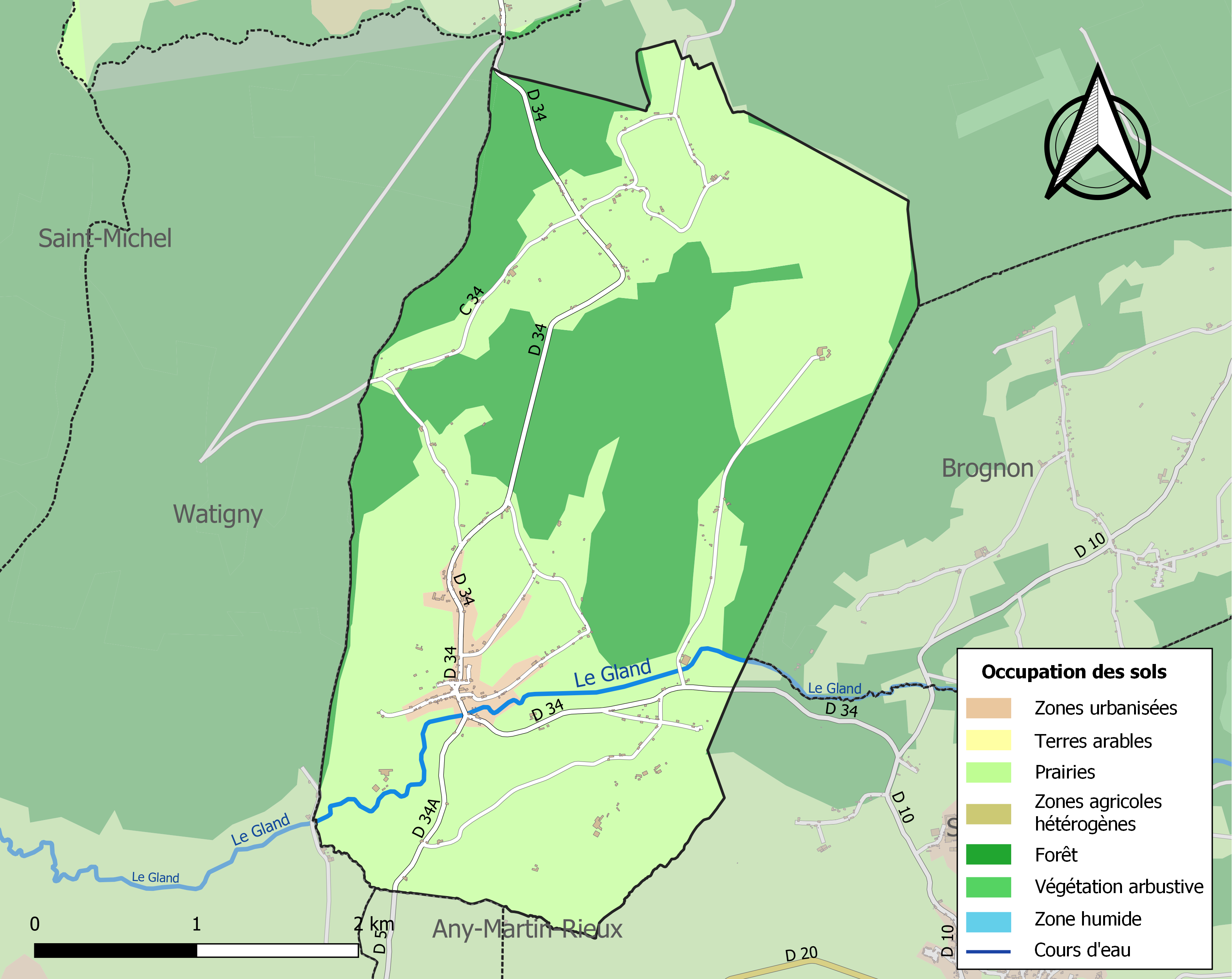
Carte des infrastructures et de l'occupation des sols de la commune en 2018 (CLC).

## Toponymie
Le nom Neuville dérive du latin novavilla, ou « nouveau domaine ». C'est un toponyme très répandu désignant une ville nouvelle (« neuve ville »). De l'adjectif de la langue d'oïl neuve et ville « village ».
Les joutes sont, dans le patois local, des betteraves fourragères.

## Histoire
Fait marquant à la Neuville aux joûtes :
- 1er août 1914: le 21e régiment de dragons s'installe pour deux jours dans la commune dans l'attente des ordres de pénétrer en Belgique.
- 17 septembre 1991 - Création d'une association sportive de moto-cross.
- 1er janvier 2007 - La Neuville-aux-Joutes devient tristement célèbre avec la mort du gendarme fauché[16]
- 22 avril 2007 - Course FFM Au moto-club du Pavillon

## Politique et administration
| Période                                  | Période   | Identité           | Étiquette | Qualité                                                 |
| ---------------------------------------- | --------- | ------------------ | --------- | ------------------------------------------------------- |
| Les données manquantes sont à compléter. |           |                    |           |                                                         |
| 1919                                     | 1929      | Georges Brugnon    | SFIO      | Conseiller d'arrondissement du canton de Signy-le-Petit |
| avant 1988                               | mars 1989 | Dominique Sialelli |           |                                                         |
| mars 1989                                | mars 2008 | Jacques Loiselet   |           | Herbager                                                |
| mars 2008                                | mars 2014 | Martine Descartes  | PS        |                                                         |
| mars 2014                                | mai 2020  | Denis Detouche     |           |                                                         |
| mai 2020                                 | En cours  | Roseline Delsaux   |           | Employée de commerce                                    |

La Neuville-aux-Joûtes  a adhéré à la charte du parc naturel régional des Ardennes, à sa création en décembre 2011.

## Démographie
L'évolution du nombre d'habitants est connue à travers les recensements de la population effectués dans la commune depuis 1793. Pour les communes de moins de 10 000 habitants, une enquête de recensement portant sur toute la population est réalisée tous les cinq ans, les populations de référence des années intermédiaires étant quant à elles estimées par interpolation ou extrapolation. Pour la commune, le premier recensement exhaustif entrant dans le cadre du nouveau dispositif a été réalisé en 2006.

En 2022, la commune comptait 351 habitants, en évolution de −2,5 % par rapport à 2016 (Ardennes : −2,97 %, France hors Mayotte : +2,11 %).
| 1793  | 1800 | 1806  | 1821  | 1831  | 1836  | 1841  | 1846  | 1851  |
| ----- | ---- | ----- | ----- | ----- | ----- | ----- | ----- | ----- |
| 1 000 | 979  | 1 098 | 1 303 | 1 465 | 1 525 | 1 574 | 1 598 | 1 584 |

| 1866  | 1872  | 1876  | 1881  | 1886  | 1891 | 1896 | 1901 | 1906 |
| ----- | ----- | ----- | ----- | ----- | ---- | ---- | ---- | ---- |
| 1 311 | 1 183 | 1 161 | 1 101 | 1 004 | 969  | 901  | 902  | 781  |

| 1911 | 1921 | 1926 | 1931 | 1936 | 1946 | 1954 | 1962 | 1968 |
| ---- | ---- | ---- | ---- | ---- | ---- | ---- | ---- | ---- |
| 740  | 638  | 668  | 630  | 614  | 526  | 524  | 479  | 451  |

| 1975 | 1982 | 1990 | 1999 | 2006 | 2011 | 2016 | 2021 | 2022 |
| ---- | ---- | ---- | ---- | ---- | ---- | ---- | ---- | ---- |
| 392  | 325  | 353  | 353  | 360  | 353  | 360  | 353  | 351  |

## Culture locale et patrimoine

### Lieux et monuments
- Église Saint-Nicaise de La Neuville-aux-Joûtes.

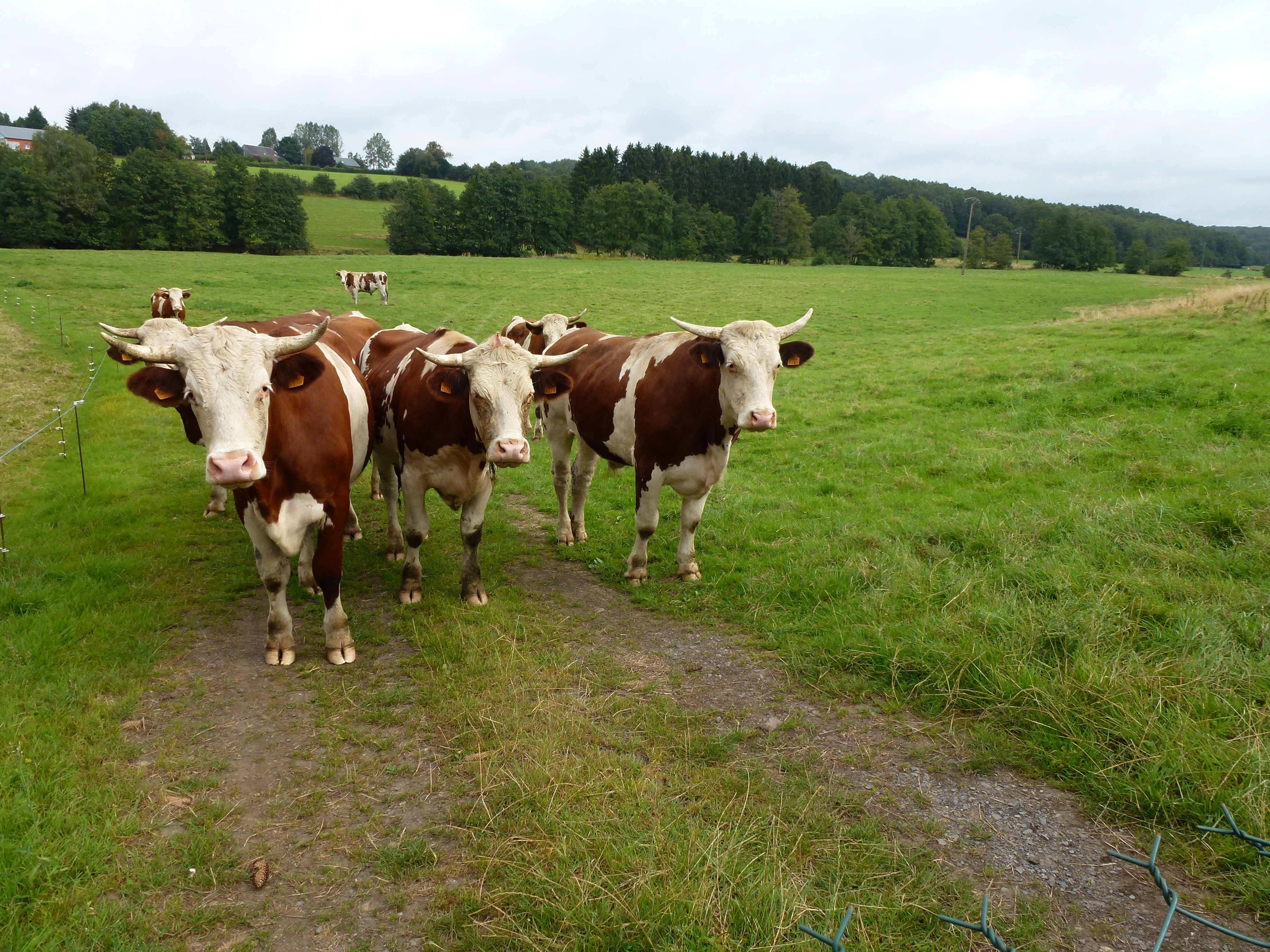
Paysage.
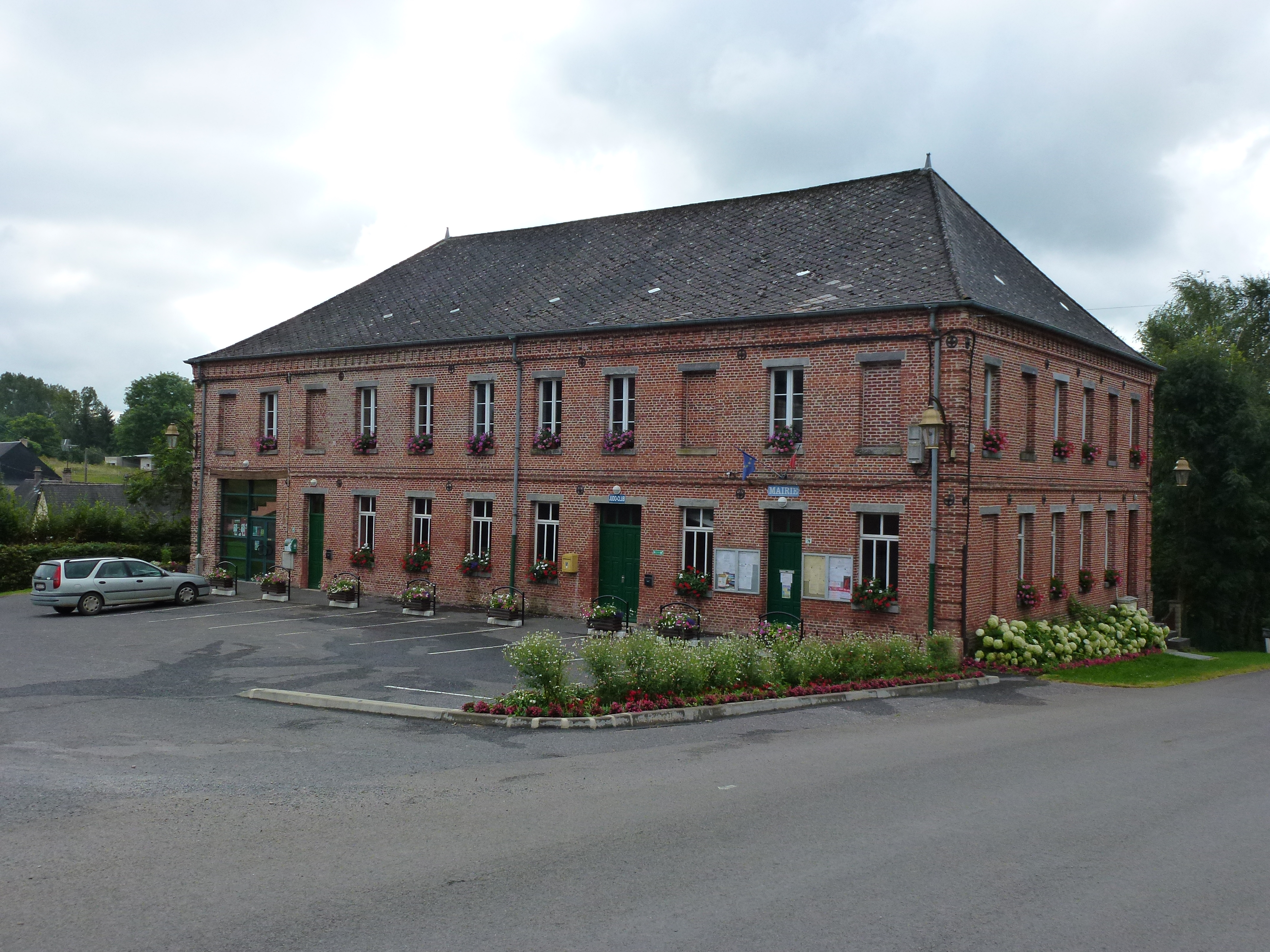
Mairie.
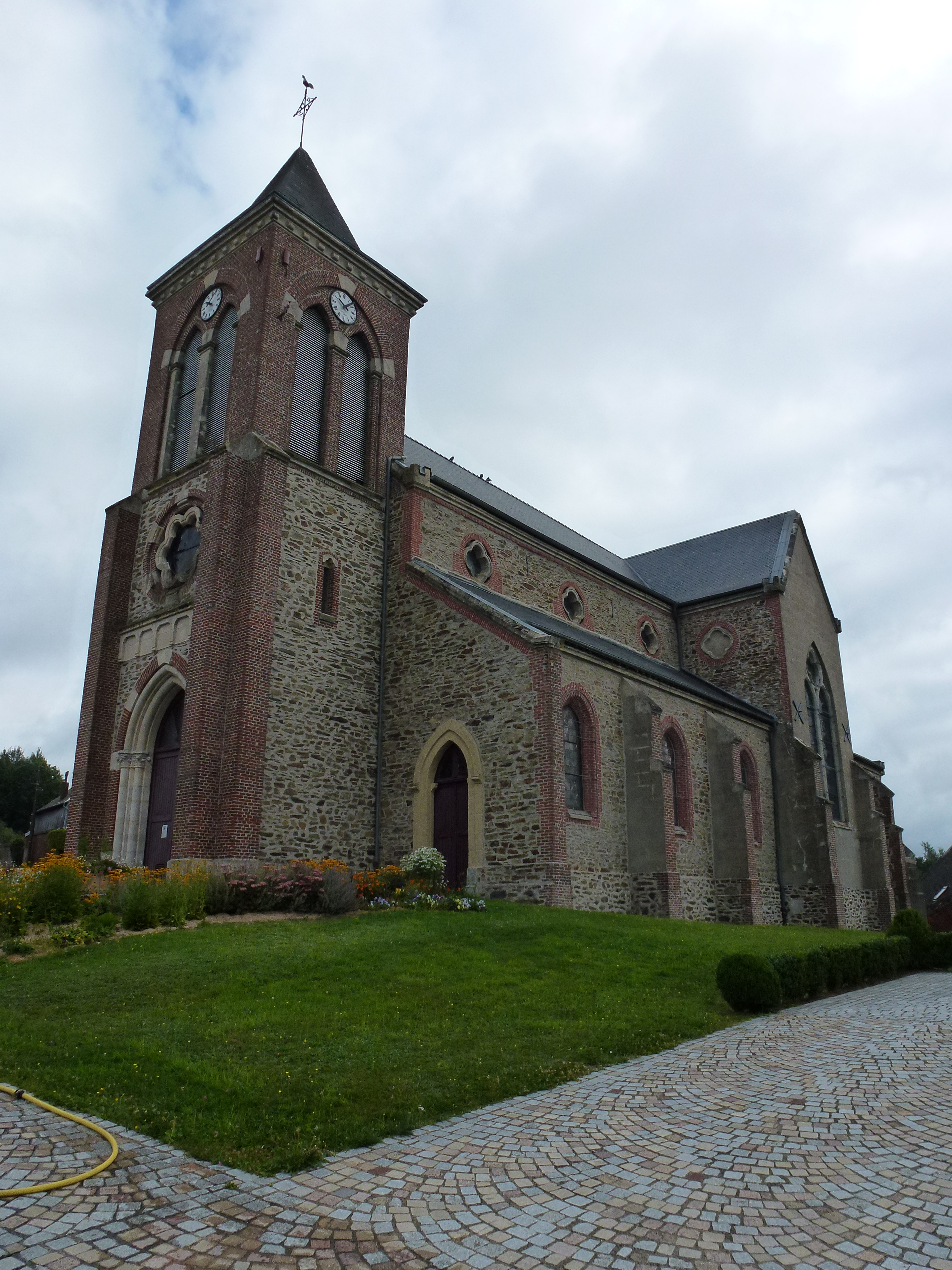
Église.

### Héraldique
| Blason de La Neuville-aux-Joûtes | Blason  | Parti : au 1er d'or à la fasce de gueules chargée d'un alérion d'argent, au 2e de sinople à la fleur de lis d'argent, le tout enfermé dans une bordure de gueules chargée de dix-neufs besants d'argent. |
| Blason de La Neuville-aux-Joûtes | Détails | Création Jean-Jacques Baron, Michel Demoncheaux et Jean-Marie Jolly. Adopté le 24 février 2000. |